# خور البيضاء

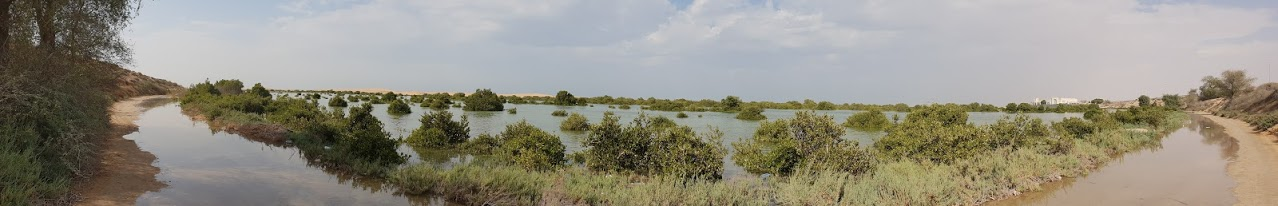
مستنقعات خور البيضاء

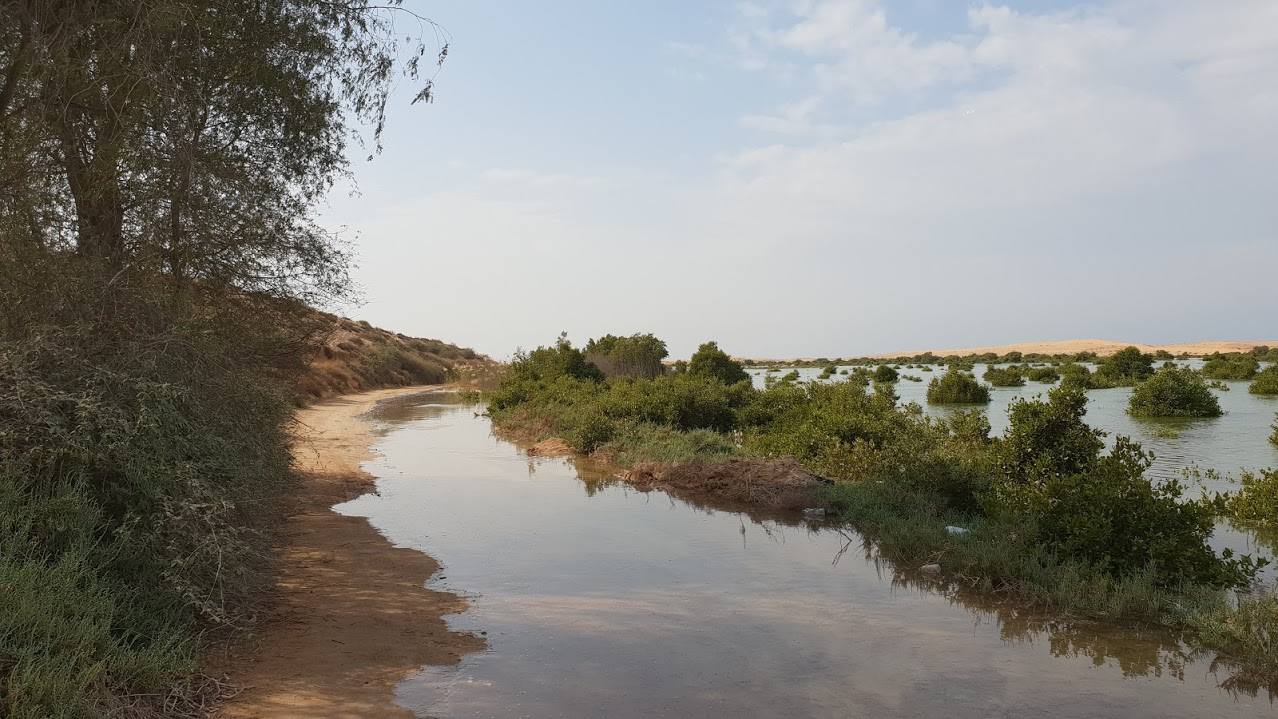

خور البيضاء هي أرض رطبة مدية في إمارة أم القيوين .وهي موطن للعديد من الحيوانات والنباتات وقد تم إنشاء المحمية في عام 1995 بهدف حماية البيئة الطبيعية للمنطقة.وتتميز المنطقة ب:
- التنوع البيئي:متمثلاً بالنباتات والحيوانات البرية.
- التنوع الجغرافي:متمثلاً بالتضاريس المختلفة، مثل الجبال والوديان والشواطئ.

كما تضم عدة أنواع من السرطانات والرخويات وطيور الشواطئ الشتوية.  قامت جمعية الطيور العالمية  ووزارة التغير المناخي والبيئة بدولة الإمارات العربية المتحدة بإدراج خور البيضاء كمنطقة مهمة للطيور (IBA). 
سجل أكثر من 420 نوعًا مختلفًا من الطيور في هذه المنطقة 

## أنواع الطيور
- شرشير مخطط
- بط غواص أحمر الصدر
- الواق الأوراسي
- شنقب طويل المنقار
- الدريجة الحمراء
- سمامة الصرود
- يؤيؤ
- كرو بلاد الرافدين